# Kasuistik
Kasuistik (lateinisch casus ‚Fall‘; vgl. dazu „Kasus“) bezeichnet allgemein die Betrachtung von Einzelfällen in einem bestimmten Fachgebiet.

## Allgemeines
Der Begriff Kasuistik findet sich in verschiedenen wissenschaftlichen Disziplinen, insbesondere in der Rechtswissenschaft, philosophischen Ethik und Medizin.

### Rechtswissenschaft
Unter Kasuistik wird eine Methode der Rechtsfindung verstanden, die nicht von abstrakten, umfassend geregelten Tatbeständen ausgeht, unter die Lebenssachverhalte subsumiert werden, sondern von spezifischen Einzelfallregelungen und damit von einer Vielzahl gesetzlich geregelter Einzelfälle. Die Einzelfälle werden im Gesetz aufgezählt. Auch können frühere Gerichtsentscheidungen präjudizielle Wirkung im Rahmen des Richterrechts entfalten.
Ausgangspunkt ist der Einzelfall (casus), bekannt bereits aus dem römischen Recht. Kasuistik zwingt zum Vergleich eines Lebenssachverhalts mit einem vormals bereits entschiedenen Fall gleichen Zuschnitts. Durch Kasuistik entstehen Gesetzeslücken, die durch Generalklauseln geschlossen werden können. Eine Verallgemeinerung (Abstraktion) in Gesetzen birgt andererseits die Gefahr, dass sie inhaltslos werden und auf mehr Lebenssachverhalte zutreffen als es dem ursprünglichen Gesetzeswillen entsprach.
Das anglo-amerikanische Fallrecht und das islamische Recht („Scharia“) sind bis heute kasuistisch geblieben und sollen einerseits einen lebensfremden Normativismus und Formalismus verhindern, andererseits unterliegen sie der Gefahr, unübersichtlich zu werden. Doch auch in der Kasuistik bilden sich im Laufe der Zeit durch Ansammlung vieler Einzelfälle abstrakte Regeln und Prinzipien heraus. Kasuistische Ansätze finden sich im deutschen Recht insbesondere dort, wo die Gesetzgebung der aktuellen, sich schnell ändernden Lebenssituation hinterherhinkt. Das ist vor allem im Steuerrecht, Handelsrecht, Medienrecht und im Streikrecht der Fall.
Vor- und Nachteile der Kasuistik:
| Vor- oder Nachteil | Kasuistische Standards            | Prinzipienorientierte Standards   |
| ------------------ | --------------------------------- | --------------------------------- |
| Vorteile           | Detailgenauigkeit                 | lediglich konzeptionelle Vorgaben |
| Nachteile          | hoher Gesamtumfang des Regelwerks | hoher Abstraktionsgrad            |

### Philosophische Ethik und katholische Moraltheologie
In der philosophischen Ethik und in der katholischen Moraltheologie ist die Kasuistik der Teil der Sittenlehre, der für mögliche Fälle des praktischen Lebens anhand eines Systems von Geboten das richtige Verhalten bestimmt. Die aus dem Repertoire der praktischen Philosophie stammende Kasuistik ist nicht einheitlich zu verstehen. Einerseits beschreibt der Begriff im weiteren Sinne ein empirisches Verfahren, das nach Analogien und Ähnlichkeiten vorgeht, andererseits versteht man hierunter im engeren Sinne die Subsumption nach logischer Gesetzmäßigkeit.

### Medizin
→ Hauptartikel: Fallbericht (Medizin)
Die klinische Medizin benutzt den Begriff bei der Beschreibung von einzelnen, oft paradigmatischen und propädeutischen Fallbeschreibungen bei Krankheitsverläufen (Patientengeschichten, Narrative Medizin). Dabei werden die Analyse von Einzelfällen und ihre Beurteilung als alleinige Erkenntnisquelle angesehen. Werden allgemeine Prinzipien erkennbar, so gewinnen sie ihre Plausibilität erst aus Einzelfällen. Die Analyserichtung ist induktiv.

### Sozialwissenschaften
In der Sozialen Arbeit und Sozialpädagogik sowie in der Psychologie wird eine komparative Kasuistik eingesetzt. Dabei werden in „Fallarbeit“ erstellte Einzelfallanalysen abstrahiert und zu „Typen“ gruppiert, um sie dann zu vergleichen.
Beispielsweise schlägt Reinhard Hörster für die Kasuistik in der Sozialen Arbeit eine Typologie mit drei Schritten vor: (1.) symbolische Darstellung des Verständnisses eines Falles, (2.) Analyse dieses Verstehens und (3.) Bildungsprozess, der durch die kasuistische Tätigkeit ausgelöst wird. Regula Kunz schlägt ein Reflexionsmodell für eine „situative Kasuistik“ vor, die in acht Schritte strukturiert ist. Durch eine Abstraktion von Schlüsselsituation und ihre Gruppierung im Rahmen einer kasuistischen Arbeitsweise sowie durch die Verwendung von Schlüsselsituationen als Modell für die Reflexion und für den Diskurs in Intervisionsgruppen sollen Wissen und Handeln miteinander verknüpft und so die eigene Professionalität entwickelt werden.
Aufbauend auf Bauer/Ahmed/Heye (2010) und Schön (1983) betont Maja Heiner, dass es für das professionelle Fallverstehen notwendig ist, dass die Fachkraft sich bewusst ist, dass schon die Entscheidung darüber, was das Bedeutsame eines Falles ist (was den „Fall“ ausmacht), Konsequenzen hat, zumal die weiteren Begegnungen und Interaktionen zwischen Fachkraft und Klient sich vorrangig auf diese Feststellungen beziehen werden und andere Unterscheidungen tendenziell aus der Kommunikation ausgeschlossen werden. Damit der Beobachter die Prozesse überhaupt später außerhalb des konkreten Handlungserfordernisses („handlungsentlastet“) rekonstruieren und reflektieren kann, erfordert das professionelles Fallverstehen eine Reflexion dieser Prozesse: „der Beobachter muss sich beim Beobachten beobachten“. Heiner hebt drei häufig auftretende Arten von Falldarstellungen hervor:
- den Demonstrationsfall (fokussiert dargestellt, mit deutlicher Schlussfolgerung, soll oft die Allgemeingültigkeit von Erkenntnissen und Erfahrungen illustrativ belegen oder das eigene Handeln rechtfertigen),
- den Kaleidoskopfall (erlaubt mehrere Deutungen, multiperspektivisch, wird oft in der Aus- und Fortbildung verwendet) und
- den Konfusionsfall (unklar/diffus, oft mündlich vorgetragen und mit offenem Handlungsausgang, mit unklarer Deutung, wird oft in eine kollegiale Fallberatung eingebracht).[12]

John Forrester postulierte, ausgehend von einer Betrachtung der Psychoanalyse im Vergleich zur experimentellen Psychologie, dass ganz allgemein das Wissen in Humanwissenschaften im Grunde auf Fall-basiertem Schlussfolgern beruhe.

## Bildungssprache
Gemäß Duden ist Kasuistik ein bildungssprachlicher Begriff für Haarspalterei, spitzfindige Argumentation oder Wortverdreherei.